# Princesa de Asturias (1859)
La Princesa de Asturias (conocida simplemente como Asturias desde 1868) fue una fragata de hélice con propulsión mixta a vela y vapor, en la cual se habilitó al final de su vida útil la escuela naval para la formación de guardiamarinas de la Armada.

## Construcción
En 1852 se proyectó su construcción como fragata a vela de 50 cañones. Se colocó la quilla en la cuarta grada del Arsenal de la Carraca el 13 de mayo de 1853. Las ventajas de la navegación a vapor hicieron que se modificara el proyecto y se autorizara como fragata de hélice por Real Orden del 3 de febrero de 1854.
Para ello hubo que ampliar el codaste y desarmar las cuadernas para alojar la máquina, que estaba destinada originalmente al navío Francisco de Asís. Fue botado el 17 de noviembre de 1857. 
El casco era de madera, de construcción mixta, y podía transportar en sus carboneras un máximo de 460 toneladas. La capacidad de los 37 aljibes de agua potable le daba una autonomía de 27 días y 552 tripulantes, a razón de cuatro cuartillos por tripulante al día.
Su coste ascendió a 4 792 243,81 pesetas.

## Historial
Tuvo su primera salida al mar el 1 de noviembre de 1859, efectuó las pruebas de mar en Cádiz el 13 de diciembre del mismo año. Quedó alistado en la Armada el 14 de diciembre de 1859, estando clasificado como Buque de 1ª clase.
En 1859 fue destinada a la Escuadra de Operaciones de África. En 1860 arboló la insignia del Jefe de Escuadra Joaquín Gutiérrez de Rubalcava. Al mando del buque estaba el capitán de fragata Manuel Costilla y Asensio. Participó en los bombardeos de Larache y Arcila, recibiendo más de 20 impactos de los cañones enemigos; tuvo ocho bajas en su dotación.
En 1861, fue destinada al apostadero de La Habana. Tomó parte en la demostración naval de Puerto Príncipe, en Haití, a las órdenes de Gutiérrez de Rubalcava, cuando se anexionó durante cuatro años la mitad hispanohablante de la isla de Santo Domingo. Entre 1861-1862, participó en la expedición contra México junto con fuerzas del Reino Unido y Francia, como parte de la escuadra que mandaba el general Joaquín Gutiérrez de Rubalcava, comandante general del Apostadero de La Habana y bajo el mando del capitán de navío José María Alvarado Roldán. Cuando quedaron al descubierto las intenciones francesas de colocar a Maximiliano I de Habsburgo como emperador de México, se le ordenó retornar a Cuba. Posteriormente, regresó a la península, quedando destinada en la escuadra de instrucción, hasta la disolución de la misma el 12 de junio de 1862, fecha en la que es enviada a Cádiz para recibir a bordo a los exministros dominicanos y marchar a Santo Domingo y Cuba.
Regresa el 17 de noviembre de 1865, y es sustituida en sus funciones por el más veloz Isabel la Católica. Como consecuencia de la Gloriosa de 1868, en la que participa, pierde su nombre y es renombrada Cartagena del 7 al 13 de octubre de 1868. El 13 de octubre recupera su antiguo nombre, pero acortado, a Asturias.
Según la memoria presentada por su comandante José Ruiz Higuero el 19 de abril de 1870 se hallaba en el siguiente estado:

"[...] 15 pulgadas de agua en las 24 horas, proviene de derrames de las calderas y quizás de no ajustar bien las válvulas de sus fondos. Se halla el casco forrado y claveteado en cobre, en buen estado su arboladura y embarcaciones menores, las propiedades marineras son excelentes, andar es poco por tener los fondos muy sucios, mal estado de sus calderas que no le permiten más de 5 millas"

### Escuela Naval
Durante el mandato como ministro de Marina del Contraalmirante José María Beránger Ruiz de Apodaca, se dispuso que a bordo de la Asturias, fondeada en La Graña (Ferrol), se instalase la Escuela Naval, para lo que se le desmontó la maquinaria propulsora y la mayor parte de la artillería, así como su arboladura, conservando, sin embargo, sus tres mástiles, con alguna verga cruzándolos. Se retiraron otros muchos efectos, elevando su obra muerta para conseguir espacio para alojamientos y dependencias, y disminuyendo su desplazamiento a tan sólo 1.576 toneladas.
El casco estaba pintado en negro con dos franjas blancas, aunque como fragata sólo le correspondía una para marcar su batería. Fue inaugurada la Escuela Naval Flotante "Asturias" el 1 de abril de 1871, con 100 aspirantes como máximo reglamentario. Su primer Director fue el Capitán de Navío de 1ª Clase Victoriano Sánchez Barcáiztegui.
En 1909 se dispuso el traslado de la Escuela Naval de nuevo a San Fernando. Su casco fue subastado para leña el 12 de marzo de 1914.